# 21419 Devience
21419 Devience è un asteroide della fascia principale. Scoperto nel 1998, presenta un'orbita caratterizzata da un semiasse maggiore pari a 2,2759005 UA e da un'eccentricità di 0,1134500, inclinata di 2,39265° rispetto all'eclittica.